# Fan Yilin
Fan Yilin (范忆琳S; Shanghai, 11 novembre 1999) è una ginnasta cinese, due volte campionessa del mondo alle parallele asimmetriche.

## Carriera senior

### 2015
Fan Yilin inizia la sua carriera senior nel 2015. In quell'anno partecipa ai Campionati nazionali cinesi, dove vince l'oro alle parallele, l'argento con la squadra e il bronzo alla trave. Successivamente partecipa ai Campionati Asiatici, dove vince l'oro alla trave, l'argento con la squadra e il bronzo alle parallele. A ottobre prende parte ai Mondiali di Glasgow 2015, dove in qualifica gareggia solo alle parallele e alla trave. Nella finale a squadre la Cina vince la medaglia d'argento dietro agli Stati Uniti, mentre Fan vince la medaglia d'oro nella finale alle parallele con il punteggio di 15,366, a pari merito con Viktorija Komova, Dar'ja Spiridonova e Madison Kocian.

### 2016
Nel 2016 vince nuovamente la medaglia d'oro alle parallele ai Campionati Nazionali, e viene scelta per la squadra olimpica. Alle Olimpiadi aiuta la squadra cinese a qualificarsi al secondo posto per la finale, mentre individualmente si qualifica per la finale alla trave. Non riesce invece a qualificarsi per la finale alle parallele, sua specialità. Nella finale a squadre la Cina vince la medaglia di bronzo, mentre Fan termina la finale alla trave in sesta posizione.

### 2017
Nel 2017 viene selezionata per prendere parte ai Mondiali di Montreal 2017, dove riesce a difendere il suo titolo alle parallele vincendo la medaglia d'oro con il punteggio di 15,166.

### 2018
Fan non gareggia per la maggior parte dell'anno, e non viene convocata per i Mondiali di Doha. Prende invece parte alla Coppa del mondo di Cottbus, gareggiando alle parallele, dove tuttavia commette una caduta e termina quindi in ottava posizione.

### 2019
La Fan decide di tentare di conquistare un pass individuale per le Olimpiadi attraverso il circuito di Coppe del Mondo, gareggiando alle parallele. Prende quindi parte a tre tappe di Coppa del mondo: Melbourne, Doha e Cottbus, dove finisce rispettivamente in prima, seconda e prima posizione.

### 2020
Partecipa alla Coppa del Mondo di Baku, dove in qualifica ottiene la prima posizione provvisoria; in seguito alla cancellazione della finale a causa del Covid-19, si decise di tenere in considerazione i punteggi di qualifica. Dopo la tappa di Baku la Fan ottiene "virtualmente" il pass individuale alle Olimpiadi, in quanto, anche se non partecipasse all'ultima tappa di Doha, resterebbe comunque in testa alla classifica del circuito.

### 2021
A maggio del 2021 prende parte ai Campionati nazionali, vincendo la medaglia d'oro alle parallele.

#### Olimpiadi di Tokyo
Il 25 luglio prende parte alle Qualifiche, tramite le quali si qualifica al settimo posto per la finale alle parallele.
Il 1º agosto partecipa alla finale, cadendo in uscita e terminando al settimo posto.